# Imagine (canción de Ariana Grande)
«Imagine» (estilizado en minúsculas) es una canción interpretada por la cantautora estadounidense Ariana Grande incluida en su quinto álbum de estudio Thank U, Next. Fue lanzada como un sencillo promocional del álbum por Republic Records el 14 de diciembre de 2018. Escrita por Grande, Pop Wansel, Jameel Roberts, Happy Perez y Priscilla Renea, y producida por Wnasel y Perez. Líricamente, la canción habla sobre relaciones fallidas de Grande.

## Promoción
Grande anunció la canción el 12 de diciembre de 2018, escribiendo en Twitter el título de la canción utilizando caracteres chinos "想像", al igual que anunció la fecha de estreno de la canción. La canción salió a la venta, como sencillo promocional, en un vinilo de 7', como predecesor del tema Thank U, Next.

## Composición
La canción fue escrita por Grande, Andrew Wansel, Jameel Roberts, Nathan Perez y Priscilla Renea, y producida por Wansel y Perez. «Imagine» es una pista rítmica, compuesta por los géneros Rhythm and blues y Trap. Grande emplea el registro de silbido; la letra trata acerca de la negación de una persona sobre una relación amorosa fallida.

## Presentaciones en vivo
Grande presentó «Imagine» por primera vez en The Tonight Show Starring Jimmy Fallon, el 18 de diciembre de 2018.

## Posicionamiento en listas
| Lista (2018)                                | Mejor posición |
| ------------------------------------------- | -------------- |
| Alemania (Media Control AG)                 | 60             |
| Australia (ARIA)                            | 15             |
| Bélgica (Flandes) (Ultratip Bubbling Under) | 6              |
| Bélgica (Valonia) (Ultratip Bubbling Under) | 16             |
| Canadá (Canadian Hot 100)                   | 17             |
| Escocia (Scottish Singles Sales Chart)      | 11             |
| Estados Unidos (Billboard Hot 100)          | 21             |
| Irlanda (IRMA)                              | 4              |
| Italia (FIMI)                               | 64             |
| Nueva Zelanda (Recorded Music NZ)           | 16             |
| Países Bajos (Mega Single Top 100)          | 32             |
| Reino Unido (UK Singles Chart)              | 8              |
| Suecia (Sverigetopplistan)                  | 53             |

## Historial de lanzamiento
| Región          | Fecha                   | Formato                    | Discográfica     | Ref.   |
| --------------- | ----------------------- | -------------------------- | ---------------- | ------ |
|                 | 14 de diciembre de 2018 | Descarga digital Streaming | Republic Records | [ 23 ] |
| Febrero de 2019 | Vinilo                  | [ 24 ]                     | Republic Records |        |